# Владимир Ружђак
Владимир Ружђак (Загреб, 1922 – Загреб, 1987) био је хрватски оперски певач – баритон, композитор и педагог.
Године 1946. дипломирао је на Конзерваторијуму у Загребу, као ученик професора Милана Разјера. На првом југословенском музичком такмичењу добио је прву награду, а на интернаионалном музичком конкурсу у Женеви 1949. године, пласирао се као први међу такмичарима. Исте године добио је награду ФНРЈ за свој концертни рад и постигнуте успехе.

Ружђак је композитор више оркестарских дела  и неколико мелодиских циклуса. 
- Програм концерта Владимира Ружђака, који се одржао у Задужбини Илије М. Коларца, 18. септембра 1950. године.
- Програм концерта Вилме Ножинић и Владимира Ружђака, који се одржао 1. децембра 1948. године у Задужбини Илије М. Коларца.